# Lliga bosniana de futbol
La lliga bosniana de futbol és la màxima competició futbolística de Bòsnia i Hercegovina.

## Història
Actualment, el campionat es disputa en un grup únic de 16 equips d'arreu del territori. Aquest sistema de competició s'inicià l'any 2000. Fins aleshores, havien existit tres campionats separats, en funció dels tres grups ètnics majoritaris que hi havia al país: el musulmà, el serbi i el croat. Cada grup tenia els seus propi campionat de lliga i de copa. L'any 1998 es disputà per primer cop un play-off entre els diversos campions de lliga, on el Željezničar esdevingué campió, essent, per tant, el primer campió de Bòsnia i Hercegovina.
L'any 2000 es disputà un nou play-off entre campions, i a partir del 2000/01 es començà a disputar una lliga regular (a la que no participaren els clubs serbo-bosnis, que romangueren en una lliga separada durant dues temporades més). Des de la temporada 2002/03 els equips serbis també s'integraren i el campionat es convertí en una autèntica lliga nacional.

## Historial
| Temporada | Campió de Bòsnia   | Lliga musulmana    | Lliga croata       | Lliga sèrbia        |
| --------- | ------------------ | ------------------ | ------------------ | ------------------- |
| 1993-94   | no es disputà      | no es disputà      | NK Mladost Dubint  | no es disputà       |
| 1994-95   | no es disputà      | NK Čelik Zenica    | NK Mladost Dubint  | no es disputà       |
| 1995-96   | no es disputà      | NK Čelik Zenica    | NK Mladost         | FK Boksit Milići    |
| 1996-97   | no es disputà      | NK Čelik Zenica    | NK Široki Brijeg   | FK Rudar Ugljevik   |
| 1997-98   | NK Željezničar (1) | NK Bosna Visoko    | NK Široki Brijeg   | FK Rudar Ugljevik   |
| 1998-99   | no es disputà      | FK Sarajevo        | NK Posušje         | FK Radnik Bijeljina |
| 1999-00   | NK Brotnjo (1)     | NK Jedinstvo Bihać | NK Posušje         | FK Boksit Milići    |
| 2000-01   | FK Željezničar (2) | FK Željezničar (2) | FK Željezničar (2) | FK Borac Banja Luka |
| 2001-02   | FK Željezničar (3) | FK Željezničar (3) | FK Željezničar (3) | FK Leotar Trebinje  |

Lliga Bòsnia 
- 2002-03:  FK Leotar Trebinje (1)
- 2003-04:  NK Široki Brijeg (1)
- 2004-05:  HŠK Zrinjski Mostar (1)
- 2005-06:  NK Široki Brijeg (2)
- 2006-07:  FK Sarajevo (1)
- 2007-08:  FK Modriča Maxima (1)
- 2008-09:  HŠK Zrinjski Mostar (2)
- 2009-10:  FK Željezničar (4)
- 2010-11:  FK Borac Banja Luka (1)
- 2011-12:  FK Željezničar (5)
- 2012-13:  FK Željezničar (6)
- 2013-14:  HŠK Zrinjski Mostar (3)
- 2014-15:  FK Sarajevo (2)
- 2015-16:  HŠK Zrinjski Mostar (4)
- 2016-17:  HŠK Zrinjski Mostar (5)
- 2017-18:  HŠK Zrinjski Mostar (6)
- 2018-19:  FK Sarajevo (3)
- 2019-20:  FK Sarajevo (4)[1]
- 2020-21:  FK Borac Banja Luka (2)
- 2021-22:  HŠK Zrinjski Mostar (7)
- 2022-23:  HŠK Zrinjski Mostar (8)
- 2023-24:  FK Borac Banja Luka (3)
- 2024-25:  HŠK Zrinjski Mostar (9)

1. 1 2  Es disputà un play-off final entre els principals clubs croats i musulmants. Els clubs serbis hi renunciaren.
2. 1 2  Es disputà la lliga amb la participació de clubs croats i musulmants. Els clubs serbis hi renunciaren.
3. ↑  Inici de la lliga bòsnia amb la participació dels clubs serbis.